# 西飯美幸
西飯 美幸（にしい みゆき、1973年9月26日 - ）は、三重県出身の卓球選手。現姓小林。
三重県立白子高等学校、愛知工業大学から健勝苑、ファミタク（東京）を経て2010年4月よりルネサスSKY（旧NEC九州）に所属。2011年に退社。妹は卓球選手の西飯由香（21クラブ）。全日本卓球選手権・女子ダブルスでは姉妹ペアで1998年・1999年・2000年の3連覇を達成している。実父は1971年の世界卓球選手権の代表にもなったサウスポーの西飯徳康（三重高田高等学校‐名古屋商科大学卒）、実母は1971年世界卓球選手権・女子ダブルス3位の西飯幸子（東北学院大学卒）。夫は2000年全日本卓球選手権混合ダブルス優勝のパートナーで、専修大学男子卓球部元監督の小林仁（専修大学卒）。
2000年3月に行われた東京選手権大会の試合中に右足アキレス腱を断裂。約1ヶ月半の入院生活を送り、その後も苦しいリハビリの日々が続いたが、同じく故障を抱えていた妹・由香とともに励ましあい同年12月の全日本卓球選手権大会では再び女子ダブルスで優勝と「完全復活」を果たす。

## 主な戦績
- 1998年－2000年 全日本卓球選手権大会 女子ダブルス 優勝（西飯由香ペア）（3連覇）
- 2000年 全日本卓球選手権大会 混合ダブルス 優勝（小林仁ペア）